# Condado de Russell (Virginia)
El condado de Russell (en inglés: Russell County), fundado en 1814, es uno de 95 condados del estado estadounidense de Virginia. En el año 2000, el condado tenía una población de 30,308 habitantes y una densidad poblacional de 25 personas por km². La sede del condado es Lebanon.

## Geografía
Según la Oficina del Censo, el condado tiene un área total de 1235 km² (476,8 mi²), de la cual 1235 km² (476,8 mi²) es tierra y 5 km² (1,9 mi²) (0.44%) es agua.

### Condados adyacentes
- Condado de Dickenson (noroeste)
- Condado de Buchanan (norte)
- Condado de Tazewell (este)
- Condado de Smyth (sureste)
- Condado de Washington (sur)
- Condado de Scott (suroeste)
- Condado de Wise (oeste)

## Demografía
Según la Oficina del Censo en 2006, los ingresos medios por hogar en el condado eran de $26,834, y los ingresos medios por familia eran $31,491. Los hombres tenían unos ingresos medios de $26,950 frente a los $20,108 para las mujeres. La renta per cápita para el condado era de $14,863. Alrededor del 16.30% de la población estaban por debajo del umbral de pobreza.

## Localidades
- Cleveland
- Honaker
- Lebanon
- St. Paul (parte)

### Comunidades no incorporadas
- Castlewood
- Dante
- Rosedale
- Willis
- Belfast